# LATAM Express
LATAM Express, anciennement LAN Express, est une compagnie aérienne chilienne.

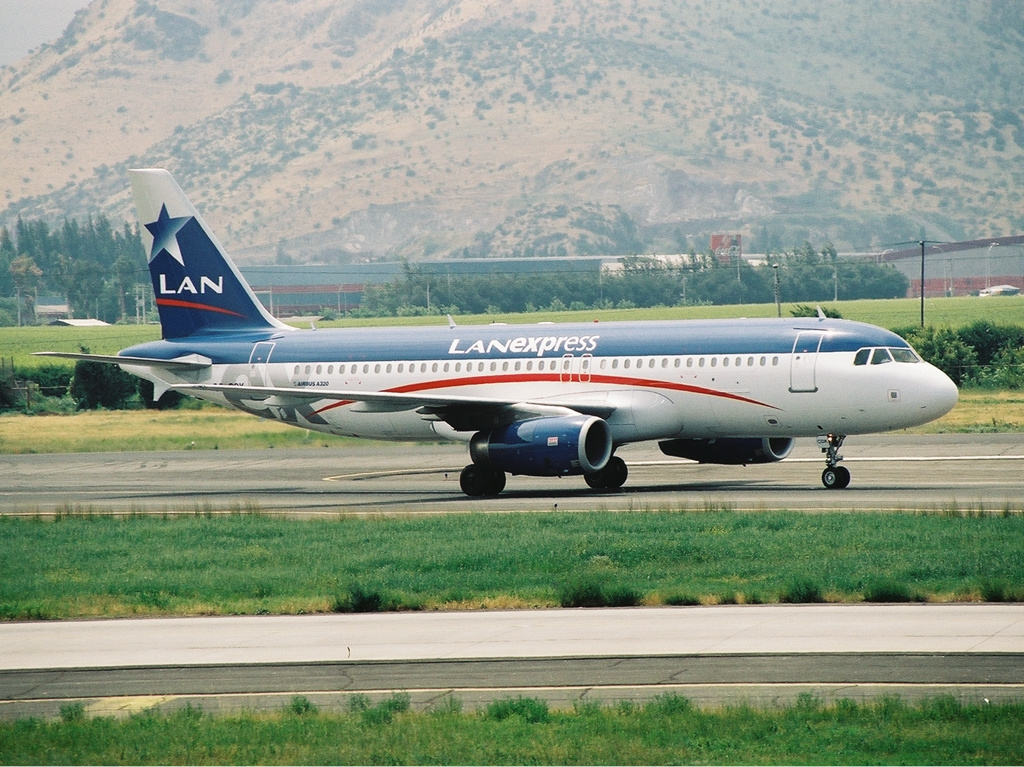
Airbus de LAN Express